# Iphitrachelus masneri
Iphitrachelus masneri är en stekelart som beskrevs av Peter Neerup Buhl 1997. Iphitrachelus masneri ingår i släktet Iphitrachelus och familjen gallmyggesteklar. Inga underarter finns listade i Catalogue of Life.